# Bazzi
Andrew Bazzi, noto semplicemente come Bazzi (Canton, 28 agosto 1997), è un cantautore e produttore discografico statunitense.
La sua canzone Mine, pubblicata nell'ottobre 2017, divenne popolare all'inizio del 2018 quando divenne un fenomeno di internet attraverso l'uso di un filtro di Snapchat.
Ha pubblicato il suo album di debutto in studio, Cosmic, nel 2018, che ha raggiunto il numero 14 nella Billboard 200.

## Biografia
Bazzi è libanese-statunitense ed è nato a Canton, nel Michigan. Nel 2012, ha iniziato a pubblicare cover di canzoni sul suo canale YouTube. Nel novembre 2014, si è trasferito a Los Angeles per intraprendere una carriera musicale. Ha finito il liceo alla Santa Monica High School nel 2015. Prima di trasferirsi, ha frequentato il Plymouth-Canton Educational Park, dove ha anche incontrato Jeffrey Lu e Rajiv Dhall, nel Michigan.
Bazzi ha creato un account Vine nel luglio 2013. Entro il 2015, aveva accumulato 1,5 milioni di follower nel suo account. Nel settembre dello stesso anno, è diventato il primo artista a pubblicare una "traccia in primo piano" su Vine intitolata "Bring Me Home". Nel 2016, è apparso sul brano di Fancy Cars, Fun.
Bazzi ha pubblicato diversi singoli, tra cui Mine. Quest'ultimo ha guadagnato popolarità all'inizio del 2018 quando divenne un fenomeno di internet attraverso l'uso di un filtro di Snapchat. La canzone ha debuttato al 56º posto nella Billboard Hot 100 del 3 febbraio 2018, diventando la prima entrata di Bazzi nella classifica, e ha raggiunto infine la posizione 11. Il brano è inoltre diventato un successo globale con svariati piazzamenti in top 10 e numerose certificazioni oro e platino. Il video musicale di "Mine" è stato pubblicato il 31 gennaio 2018; Sempre nel 2018 sono stati editi i singoli Why?, Gone e Honest. Ha poi lavorato a una collaborazione con Marshmello. Il 13 marzo 2018, Bazzi fu annunciato come ospite speciale della tappa nordamericana del Never Be the Same Tour di Camila Cabello.
Il 2 agosto 2018 ha pubblicato una versione di Beautiful in collaborazione con Camila Cabello.
Il 12 aprile 2018 esce l'album di debutto Cosmic, che ha debuttato al numero 35 nella classifica degli album della Billboard 200.
Nell'aprile 2019, Bazzi ha pubblicato Caught in the Fire e Paradise. L'8 agosto 2019, ha pubblicato il mixtape Soul Searching, che include la canzone Paradise, oltre a Focus (con 21 Savage) e "I.F.L.Y".
Nel 2020, Bazzi ha pubblicato vari singoli come, Young & Alive, Renee's Song, I Got You, I Don't Think I'm Okay e Crazy. Nel 2022 ha pubblicato il suo secondo album in studio Infinite Dream.

## Discografia

### Album in studio
- 2018 – Cosmic
- 2022 – Infinite Dream

### Mixtape
- 2013 – Return to Snowy River
- 2015 – Pop Way
- 2019 – Soul Searching

### Singoli
- 2012 – Where I Live World
- 2012 – The Anthem
- 2013 – Let with Me
- 2013 – People Go
- 2013 – Blue in the Skies
- 2014 – Fear
- 2014 – I Gonna Lose
- 2014 – Pop Way
- 2015 – George Ocean
- 2015 – Escape
- 2015 – Taste My Hand
- 2016 – Flow
- 2016 – Alone
- 2017 – Sober
- 2017 – Beautiful
- 2017 – Mine
- 2018 – Why
- 2018 – Gone
- 2018 – Honest
- 2018 – Myself
- 2019 – Paradise
- 2019 – I.F.L.Y.
- 2020 – Young & Alive
- 2020 – Renee's Song
- 2020 – I Got You
- 2020 – I Don't Think I'm Okay
- 2020 – Crazy
- 2021 – I Like That
- 2022 – Will It Feel the Same?
- 2022 – Miss Americana

## Tournée

### Di supporto
- Camila Cabello – Never Be the Same Tour (2018)